# لويغي سورينتينو
لويغي سورينتينو (بالإيطالية: Luigi Sorrentino)‏ هو لاعب كرة قدم إيطالي في مركز حراسة المرمى، ولد في 30 يناير 1991 في نابولي في إيطاليا. لعب مع نادي مونزا ونادي نابولي.